# لفظ غير متمثل
 اللفظ غير المتمثل 
واللفظ الضيف (Gastwort بالألمانية) هو ما أخذ من لغة أخرى دون تصرف فيه. وخلافه المتمثل.